# Инаугурация Уильяма Генри Гаррисона
Инаугурация Уильяма Генри Гаррисона в качестве 9-го Президента США состоялась 4 марта 1841 года. Одновременно к присяге был приведён Джон Тайлер как 10-й вице-президент США. Президентскую присягу проводил Председатель Верховного суда США Роджер Брук Тони, а присягу вице-президента принимал временный президент Сената США Уильям Кинг. 
Гаррисон умер через месяц после своего срока, став первым президентом США, который умер на своём посту и имеет самый короткий президентский срок в американской истории. После его смерти Тайлер стал преемником президента, создав приоритет, который будет соблюдаться ещё семь раз, прежде чем он будет официально урегулирован Двадцать пятой поправкой, принятой в 1967 году. Также Гаррисон на момент своей инаугурации в возрасте 68 лет был самым старым избранным президентом, вступившим в должность до Рональда Рейгана в 1981 году.

## Церемония
Инаугурация Гаррисона была отмечена несколькими новшествами, в частности он был первым избранным президентом, прибывшим в Вашингтон на поезде, и впервые был сформирован официальный комитет по инаугурации граждан для планирования парада и инаугурационного бала в этот день.
Уходящий президент Мартин Ван Бюрен не присутствовал на инаугурации Гаррисона, что сделало его третьим президентом, который не присутствовал на инаугурации преемника — первым и вторым были Джон Адамс и его сын, Джон Куинси. Несмотря на то, что Ван Бюрен и Гаррисон были в хороших отношениях, Ван Бюрен по-прежнему страдал от нападок партии Вигов во время президентской кампании. Кроме того, его сын Мартин-младший был болен, что, возможно, также было причиной пропуска церемонии. Вместо этого он оставался в Капитолии, подписывая законы, до самого начала церемонии.
В ходе инаугурации Гаррисон произнёс самую длинную инаугурационную речь на сегодняшний день, включающую 8445 слов. Он написал всю речь сам, хотя она была отредактирована будущим госсекретарём Даниелом Уэбстером. Впоследствии Уэбстер сказал, что в процессе сокращения текста он убил «семнадцать римских проконсулов» В тот вечер Гаррисон посетил три инаугурационных бала, в том числе один в салоне Карузи под названием «Типпекано», который по цене 10 долларов США с человека привлёк 1000 гостей.
26 марта Гаррисон простудился. Согласно распространённому медицинскому заблуждению того времени, считалось, что его болезнь была непосредственно вызвана плохой погодой во время его инаугурации; однако болезнь Гаррисона возникла только через три недели после инаугурации. Несмотря на попытки врачей вылечить его, Гаррисон умер 4 апреля от пневмонии, развившейся от простуды, став первым президентом США, умершим на своём посту; его президентство было и остаётся самым коротким в американской истории.